# Quận Bullock, Alabama
Quận Bullock là một quận thuộc tiểu bang Alabama, Hoa Kỳ.
Quận được đặt tên theo Đại tá Edward C. Bullock, con cháu của đại tá Bullock có nữ diễn viên phim điện ảnh Mỹ, Sandra Bullock. Tính đến năm 2000 dân số là 11.714 người. Trong năm 1867, Springs Union được chọn là quận lỵ. Một Trung tâm Giáo dục Quốc gia Thống kê báo cáo phát hành vào tháng 1 năm 2009 cho thấy Bullock Quận có tỷ lệ mù chữ cao nhất ở Alabama với mức 34 phần trăm.
Theo Cục Điều tra Dân số Hoa Kỳ, quận có tổng diện tích 626 dặm vuông (1,621.3  km²), trong đó 625 dặm vuông (1,618.7  km²) là đất và 1 dặm vuông (2,6  km²) (0,17%) là diện tích mặt nước. Quận này nằm trong phần phía đông nam của nhà nước, trong khu vực đồng cỏ. Ridge Chunnennuggee chạy qua trung tâm của quận.